# Caloplaca oblongula
Caloplaca oblongula är en lavart som först beskrevs av Hugo Magnusson., och fick sitt nu gällande namn av Wetmore. Caloplaca oblongula ingår i släktet orangelavar och familjen Teloschistaceae.   Inga underarter finns listade i Catalogue of Life.